# Pila de abluciones
Se llaman pilas de abluciones a las fuentes que hubo para uso común en el atrio de algunas basílicas y en las principales iglesias románicas. Asimismo, se llamaban así los depósitos de agua en alguna dependencia de las iglesias en la Edad Media que se destinaban a lociones litúrgicas de los clérigos y catecúmenos. Aunque en España no son conocidas estas últimas piscinas en sentido ritual, consta de su existencia en Italia, Francia y algunos países de Oriente.
- Datos: Q6075733